# António Joaquim Borges
 António Joaquim Borges  Ilha Terceira, Açores, Portugal foi um clérigo português foi cónego honorário, pregador régio, vigário da freguesia do Cabo da Praia, Concelho da Praia da Vitória, foi examinador pro-sinodal e um sacerdote ilustrado, tido como um grande orador. Prestou relevantes serviços à igreja. Colaborou no jornal "O Angrense", e foi o redactor principal do jornal praiense "O Onze de Agosto".